# Tontelea passiflora
Tontelea passiflora là một loài thực vật có hoa trong họ Dây gối. Loài này được (Vell.) Lombardi miêu tả khoa học đầu tiên.